# Барда Наталія Володимирівна
Наталія Володимирівна Барда (нар. 24 листопада 1971, Рівне, УРСР) — радянська та українська спортсменка; Майстер спорту СРСР (1991), майстер спорту України міжнародного класу (1994).

## Життєпис
Народилася 24 листопада 1971 року в Рівному.
У 1997 році закінчила Рівненський педагогічний інститут.
Виступала за Збройні Сили України (1995—1999 роки) у ваговій категорії до 60 кг, тренер Михайло Романкевич.
У 1990 році Наталія Барда була переможницею міжнародного турніру з дзюдо в Болгарії. У 1991 році перемогла в першості СРСР по дзюдо в Рівному і у всесоюзному турнірі з самбо в Хмельницькому. Чемпіонка України з самбо в 1993—1996 роках і 1-ї Спартакіади України з дзюдо в 1995 році. Бронзова призерка відкритого чемпіонату Білорусі в Мінську в 1992 році, Міжнародного турніру на призи «Спортивної газети» в Києві в 1994 році, чемпіонату світу (1993 і 1996—1997) і командного Кубка світу (1994—1995), а також срібна (1993—1994) і бронзова (1997) призерка чемпіонату Європи з самбо.
З 1999 року М. В. Барда — тренер-викладач з дзюдо і самбо у Рівненському міському палаці дітей та молоді, потім працювала тренером Рівненської ДЮСШ № 5. Чоловік — Андрій Демчук, теж є спортсменом (важка атлетика), Майстер спорту України міжнародного класу.